# Мартиненко Василь Володимирович
Василь Володимирович Мартиненко (нар. 4 грудня 1957, Нижньогірський, Кримська область) — український футболіст, нападник.

## З життєпису
1977 року дебютував у складі сімферопольської «Таврії», куди прийшов разом з іншими вихованцями кримського футболу Сергієм Беглєцовим, Геннадієм Колосовим, Петром Карловим, а також вихованцем казахського футболу Віктором Катковим.. Протягом п'яти сезонів виступав, як за «Таврію» (перша ліга), так і за севастопольську «Атлантику» (друга ліга). 1982 року захищав кольори армійської команди першої ліги СКА «Карпати» зі Львова.
Наступні вісім сезонів був гравцем «Закарпаття». У семи чемпіонатах УРСР забивав найбільшу кількість голів за ужгородську команду.
Всього у складах «Таврії», «Атлантики», СКА «Карпат» і «Закарпаття» провів 508 лігових матчів. Посідає четверте місце у «Клубі Євгена Дерев'яги» — списку найрезультативніших гравців чемпіонату УРСР (у рамках другої ліги) — 149 голів.
П'ять сезонів виступав у чемпіонаті Угорщини. Захищав кольори клубів «Хатван» і «Бакталоротаза». 1995 повернувся до складу «Закарпаття», де і провів два останні сезони ігрової кар'єри.
| Сезон   | Команда       | Ліга | Ігри | Голи |
| ------- | ------------- | ---- | ---- | ---- |
| 1977    | «Таврія»      | D2   | 19   | 2    |
| 1978    | «Атлантика»   | D3   | 21   | 6    |
| 1978    | «Таврія»      | D2   | 14   | 1    |
| 1979    | «Таврія»      | D2   | 9    | 0    |
| 1979    | «Атлантика»   | D3   | 23   | 9    |
| 1980    | «Атлантика»   | D3   | 40   | 14   |
| 1981    | «Атлантика»   | D3   | 36   | 10   |
| 1982    | СКА «Карпати» | D2   | 30   | 2    |
| 1983    | «Закарпаття»  | D3   | 49   | 16   |
| 1984    | «Закарпаття»  | D3   | 36   | 14   |
| 1985    | «Закарпаття»  | D3   | 39   | 14   |
| 1986    | «Закарпаття»  | D3   | 15   | 6    |
| 1987    | «Закарпаття»  | D3   | 48   | 16   |
| 1988    | «Закарпаття»  | D3   | 43   | 18   |
| 1989    | «Закарпаття»  | D3   | 50   | 16   |
| 1990    | «Закарпаття»  | D3   | 36   | 10   |
| 1995/96 | «Закарпаття»  | D2   | 19   | 7    |
| 1996/97 | «Закарпаття»  | D2   | 16   | 0    |